# Stagg
A Stagg é um fabricante dos mais variados instrumentos musicais fundada em 1995, e sediada em Bruxelas, Bélgica. É especializada em desenvolver, fabricar e distribuir instrumentos como guitarras, baterias, pratos para baterias, teclados e violinos.
A história da marca remonta ao Japão na década de 1970, onde a Stagg começou a vida como uma empresa de guitarras, criando uma ampla gama de modelos icônicos. Em 1995, Leonardo Baldocci, fundador e presidente do renomado grupo mundial de distribuição de música belga EMD Music, relançou e expandiu a marca, com a missão de oferecer instrumentos de qualidade, áudio, iluminação e acessórios a um custo acessível. Hoje, a marca Stagg está disponível em mais de setenta países e possui mais de 120 funcionários em sua sede em Bruxelas, Bélgica e em todo o mundo.
Em 24 de janeiro de 2020, a Stagg comemorou seu 25º aniversário.